# Огарковы
Огарковы  (Агарковы) — древний дворянский род.
Происходит, по преданию, от Льва Огара, выехавшего из Золотой Орды в Литву, а затем к великому князю Василию Дмитриевичу (1397).
Род внесён в VI часть дворянской родословной книги Московской губернии.

## Описание герба
В щите, имеющем красное поле, изображены две серебряных Стрелы, диагонально летящих одна вниз, а другая вверх, и на середине последней сидит Птица.
Щит увенчан дворянскими шлемом и короной. Нашлемник: Бунчук, имеющий Древко красное, а по сторонам него две Стрелы, остриями вниз обращённые. Намёт на щите красный, подложенный серебром. Герб рода Огарковых внесён в Часть 4 Общего гербовника дворянских родов Всероссийской империи, стр. 38.

## Геральдика
В январе 1792 года советник Московской доходной экспедиции, полковник Данила Артемьевич Огарков просил Московское дворянское собрание записать его в родословную книгу и выдать о дворянстве грамоту. В числе прочих документов им были представлены описание и рисунок герба, который, как подчеркивалось, заимствован с печатей. Приведённое описание таково: «Поле красное, в оном кречет белый с распущенными крыльями, хвост вниз висячий и две стрелы чёрные, перья в них белые, копейцы серебряные, из которых, направо вниз, а налево — вверх, стоят копьями. На оном хельм (шлем) серебряный, корона мурзинская, на короне две стрелы вниз копьями и посредине их бунчуг: столбец красный, волоса чёрные».
Здесь же излагались сведения о происхождении герба. Предок Лев Огар, «воин хороший», 10 лет служил у князя литовского Казимира Кривоусовича, приехал (1397) на Русь и привёз на латах герб, «знак его достоинства», великий князь московский Василий Дмитриевич дал его внуку Афанасию тот герб. Упомянутая в описании «корона мурзинская» должна была, видимо, символизировать происхождение рода из Золотой Орды.

## Историко-этимологический анализ фамилии
В родословной росписи о родоначальнике указано: предок рода Огарковых из Золотой Орды Лев Огар или Огарь, муж роста великого и воин храбрый, прежде служил в Литве, а потом (6905/1397) из немецкой земли выехал в Россию к великому князю Василию Дмитриевичу.
Фамилия Огарков могла бы быть легко объяснена из русского слова «ога рок» остаток от горения какого-либо предмета, например огарок свечи. Но, как это следует из родословной, фамилия Огарков была основана из предком — выходцем из Золотой Орды Львом Огаром (Огар, Огарь). таким образом, фамилия Огарков происходит не из русского слова огарок, а из тюркского (чагатайского или турецкого) «oqar» — высокий, великий. Интересно, что в родословной Огарковых, как раз одним из основных свойств родоначальника Огара и отмечается его высокий рост.
То же слово «oqar» лежит в основе фамилии Огарев.
Нет сомнений в тюркском происхождении фамилии Огарков и Огарев от тюркского высокий, великий с адаптирующий русский суффикс ОВ или ЕВ
При анализе фамилии Беклемишев, основатель фамилий Беклемишевых и Огарковых является, по-видимому одним лицом.

## Известные представители
- Огарков Евсевий Григорьевич — стольник патриарха Филарета (1627—1629), стряпчий (1636—1640).
- Огарков Ларион Сафонович — стольник (1636—1640).
- Огарков Ларион Сафонович — московский дворянин (1640—1668), походный дворянин царицы Натальи Кирилловны (1676—1677).
- Огарков Михаил Ларионович — стряпчий (1679—1692)[8].